# AMS Carat
Carat A je enosedežno visokosposobno motorno jadralno letalo. Zasnovalo ga je podjetje Technoflug, proizvaja pa ga slovensko podjetje AMS Flight.
Carat je bil zasnovan on osnovi krila in horizontalnega repa od jadralnega letala Schempp-Hirth Discus. Ima pa nov trup, vertikalni rep, pristajalno podvozje in motor. Grajen je večinoma iz kompozitnih materialov (fiberglas in karbonska vlakna). Krila imajo 3° dihedral, opcija so tudi wingleti. Rep je T-konfiguracije. Ima uvlčaljivo glavno kolo.
Motor Sauer S1800 izhaja Volkswagnovega motorja.

## Specifikacije
Podatki iz Jane's All the World's Aircraft 2011/12
Splošne značilnosti
- Posadka: 1
- Dolžina: 6,21 m (20 ft 4 in)
- Razpon kril: 15,00 m (49 ft 3 in)
- Površina kril: 10,58 m2 (113,9 sq ft) gros
- Vitkost: 21,3
- Teža praznega letala: 341 kg (752 lb)
- Maks. vzletna teža: 490 kg (1.080 lb)
- Kapaciteta goriva: 52 L (13,7 US gal, 11,4 Imp gal) uporabnega
- Pogon letala: 1 × Sauer 1800-1-ES1C 1754cc (109.8 cu in), 4-taktni, 4-valjni, zračnohaljeni Največja moč: 44kW (60 KM) pri 3000 rpm, Največja kontinuirana moč: 40kW (54 KM)
- Propelerji: št. lopatic: 2 AMS AM KS-F3-1A/140-1 s fiksnim vpadnim kotom, 1,40 m (4 ft 7 in) premer

Zmogljivost
- Potovalna hitrost: 214 km/h (133 mph; 116 kn) pri 75% moči
- Hitrost pri porušitvi vzgona: 77 km/h (48 mph; 42 kn)
- Neprekoračljiva hitrost: 250 km/h (155 mph; 135 kn)
- Doseg: 1.026 km (638 mi; 554 nmi) maks. gorivo, 30 min rezerva
- g-omejitev: +5,3/-2,65
- Jadralno število: 35:1
- Hitrost vzpenjanja: 2,9 m/s (570 ft/min) maks. kontinuirana moč
- Hitrost padanja: 0,75 m/s (148 ft/min) minimum